# Aeropuerto Majoor Henk Fernandes
El Aeropuerto Majoor Henk Fernandes  (en neerlandés: Majoor Henk Fernandes Vliegveld) (IATA: ICK, ICAO: SMNI) también conocido como Aeropuerto de Nieuw-Nickerie, se encuentra cerca de la localidad de Nieuw Nickerie, capital del distrito de Nickerie en el país sudamericano de Surinam. Este es uno de los aeropuertos más antiguo de esa nación, en uso desde 1953 cuando el Piper Cub (PZ- NAC) de Kappel-van Eyck llamado "Colibri" aterrizó allí desde el aeropuerto de Zorg en Hoop.